# Вілмінгтон (Огайо)
Вілмінгтон (англ. Wilmington) — місто (англ. city) в США, в окрузі Клінтон штату Огайо. Населення — 12 664 особи (2020).

## Географія
Вілмінгтон розташований за координатами 39°26′21″ пн. ш. 83°49′5″ зх. д. / 39.43917° пн. ш. 83.81806° зх. д. (39.439118, -83.817953).  За даними Бюро перепису населення США в 2010 році місто мало площу 28,31 км², з яких 28,20 км² — суходіл та 0,11 км² — водойми.

## Демографія
Згідно з переписом 2010 року, у місті мешкало 12 520 осіб у 5072 домогосподарствах у складі 2995 родин. Густота населення становила 442 особи/км².  Було 5827 помешкань (206/км²).
Расовий склад населення:
| - 88,3 % — білих - 6,1 % — чорних або афроамериканців - 0,8 % — азіатів - 0,2 % — корінних американців - 0,1 % — вихідців з тихоокеанських островів |

До двох чи більше рас належало 3,5 %. Частка іспаномовних становила 2,6 % від усіх жителів.
За віковим діапазоном населення розподілялося таким чином: 23,5 % — особи молодші 18 років, 62,0 % — особи у віці 18—64 років, 14,5 % — особи у віці 65 років та старші. Медіана віку мешканця становила 33,7 року. На 100 осіб жіночої статі у місті припадало 87,7 чоловіків;  на 100 жінок у віці від 18 років та старших — 83,0 чоловіків також старших 18 років.
Середній дохід на одне домашнє господарство  становив 47 307 доларів США (медіана — 32 242), а середній дохід на одну сім'ю — 58 575 доларів (медіана — 42 298). Медіана доходів становила 37 556 доларів для чоловіків та 31 269 доларів для жінок. За межею бідності перебувало 22,9 % осіб, у тому числі 33,0 % дітей у віці до 18 років та 7,7 % осіб у віці 65 років та старших.
Цивільне працевлаштоване населення становило 5141 осіб. Основні галузі зайнятості: освіта, охорона здоров'я та соціальна допомога — 23,5 %, роздрібна торгівля — 16,0 %, мистецтво, розваги та відпочинок — 12,3 %, виробництво — 11,5 %.